# История Власа, лентяя и лоботряса (книга, 1927)
«Исто́рия Вла́са, лентя́я и лоботря́са» — первое отдельное печатное издание стихотворения для детей Владимира Маяковского «История Власа — лентяя и лоботряса» («Влас Прогулкин — милый мальчик…») с иллюстрациями Наталии Ушаковой, выпущенное издательством «Молодая гвардия» в 1927 году тиражом 7000 экземпляров. Ушакова добивалась от иллюстраций соответствия ритму стихов Маяковского. Прототипами родителей главного героя стихотворения Власа Прогулкина послужили для художницы её ближайшие друзья — писатель Михаил Булгаков и его жена Любовь Белозерская.

## История
Стихотворение для детей Владимира Маяковского «История Власа — лентяя и лоботряса» («Влас Прогулкин — милый мальчик…»), написанное в 1926 году, было впервые опубликовано в № 1 журнала «Пионер» за 1927 год.
В том же 1927 году издательство «Молодая гвардия» решило издать стихотворение отдельной детской книжкой, и редактор М. Сокольников предложил художнице Наталии Ушаковой сделать к ней иллюстрации. С Маяковским Ушакова не была знакома, и издательский процесс не подразумевал их встреч по поводу готовившегося издания. Малоизвестная в то время, занявшаяся иллюстрированием детских книг лишь два года назад художница, по её словам, «боялась встречи с Маяковским», хотя от своего редактора знала, что её рисунки к книге Маяковскому понравились.

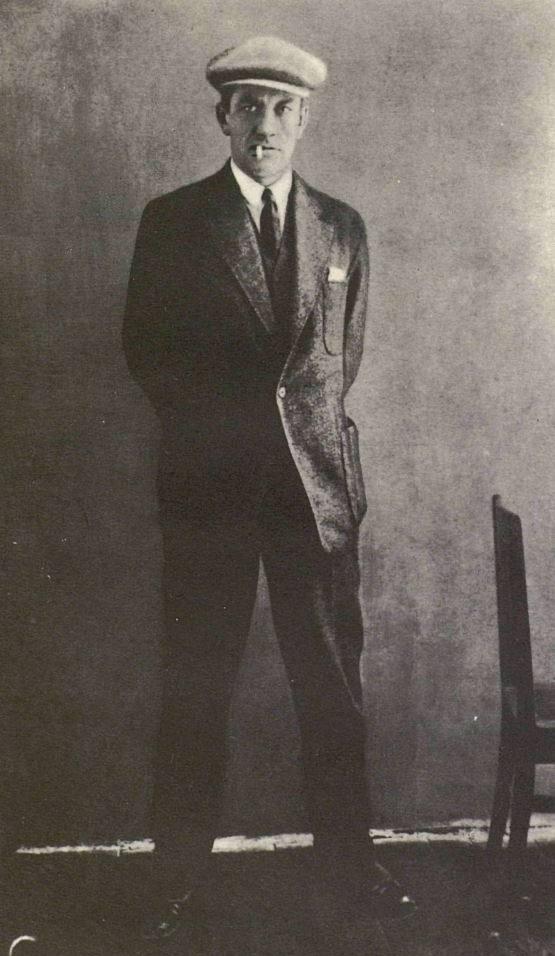
Владимир Маяковский. 1927

Случайная встреча Наталии Ушаковой и Владимира Маяковского, тем не менее, произошла — там же, в «Молодой гвардии» на Новой площади, на узкой винтовой лестнице, ведущей на четвёртый этаж в редакцию. Маяковский, спускавшийся по лестнице, вежливо раскланялся с поднимающейся Ушаковой и с тех пор, по её словам, всегда здоровался, встречаясь с ней в издательстве.
Объясняя спустя шестьдесят лет стилистику своих иллюстраций к стихотворению «История Власа — лентяя и лоботряса», Наталия Ушакова говорила: «Мне хотелось, чтобы рисунки соответствовали стихам Маяковского, были в его ритме». Искусствовед Лидия Кудрявцева, встречавшаяся с Ушаковой в 1980-х годах, писала, что та, следуя за отрицательным героем стихотворения Власом Прогулкиным, разместила на разворотах «ядовитые сценки» в свободных композициях. Как отдельную особенность иллюстраций Ушаковой Кудрявцева выделяла «её способность точно и живо изобразить предмет», идущую в том числе от фотографии: «Занятия фотографией наряду с рисованием развивали точность глаза, наблюдательность, понимание и чувство предмета».

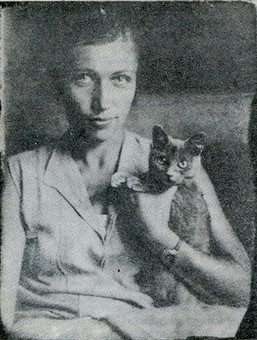
Наталия Ушакова с Мукой — кошкой Михаила Булгакова. 1927

Та же Кудрявцева отмечала в связи с книжкой «История Власа…» и дружбой Наталии Ушаковой с семьёй Михаила Булгакова склонность художницы к шутке. В начале 1920-х годов Ушакова вышла замуж за литературоведа Николая Лямина, который, познакомившись в начале 1924 года в доме Сергея Заяицкого с Михаилом Булгаковым, стал одним из его ближайших друзей. Дружба Лямина с Булгаковым перешла и к их жёнам, у обоих — вторым. Жена Булгакова Любовь Белозерская вспоминала: «…Всё или почти всё, что им было написано, он читал у Ляминых». Ушакова часто фотографировала Булгакова — ею, в частности, сделана одна из лучших фотографий писателя 1935 года на балконе дома в Нащокинском переулке.
До и во время дружбы с Булгаковым художница иллюстрировала две из пяти повестей Александра Чаянова — «Венедиктов, или Достопамятные события жизни моей» (1921) и «Необычайные, но истинные приключения графа Фёдора Михайловича Бутурлина» (не позднее 1924), — которые, по мнению многих исследователей, перекликаются с произведениями Михаила Булгакова. В 1926 году Ушакова, по свидетельству Любови Белозерской, подарила экземпляр иллюстрированного ею «Венедиктова» Булгакову. Булгаковед Борис Соколов считает, что эта повесть повлияла на один из эпизодов романа «Мастер и Маргарита» — когда Воланд и Бегемот играют в шахматы живыми фигурками перед великим балом у сатаны.
Общение с Булгаковыми носило почти семейный и во многом шутливый характер. Ещё до начала работы над книжкой Маяковского Наталия Ушакова «издала» собственную домашнюю книжку-шутку «Мука Маки», в которой, как пишет Лидия Кудрявцева, «остроумно шаржировала» Михаила Булгакова. Название книжки было понятно только в узком так называемом «пречистенском» кругу (в который входили Николай Лямин, Павел Попов и др.): Мака было его домашним прозвищем, Мука — кличкой его кошки (сохранилась фотография Муки на руках Наталии Ушаковой 1927 года).
В сюжете «Истории Власа…» был прогул (отсюда, видимо, и придуманная Маяковским фамилия главного героя) Власом Прогулкиным школьных уроков, после чего он заявляется домой к родителям:
Пришёл в грустях,

                  чтоб видели

соседи

       и родители.

Те

   к сыночку:

              — Что за вид?

— Очень голова болит.

Так трещала,

             что не мог

даже

     высидеть урок!

Прошу

      письмо к мучителю,

мучителю-учителю!

В школу

        Влас

             письмо отнёс

И опять

        не кажет нос.

Фрагмент иллюстрации с изображением родителей Власа Прогулкина. Прототипами персонажей для Наталии Ушаковой послужили Михаил Булгаков и Любовь Белозерская

После домашней книжки-шутки «Мука Маки» решение Наталии Ушаковой о том, кого в этой части сюжета сделать прототипами родителей Власа Прогулкина, было вполне естественным: ими стали Михаил Булгаков и Любовь Белозерская. Обе книжки, самодельную и издательскую, как своеобразную серию своих шаржированных образов воспринял и сам Булгаков, задавший Наталии Ушаковой после выхода «Истории Власа…» ворчливо-шутливый вопрос: «Почему ты рисуешь меня всегда таким некрасивым?»
Детская книжка «История Власа, лентяя и лоботряса» Владимира Маяковского с иллюстрациями Наталии Ушаковой была опубликована издательством «Молодая гвардия» в мае 1927 года тиражом 7000 экземпляров. Она никогда не переиздавалась. Следующее и на сегодняшний день последнее отдельное печатное издание стихотворения «История Власа — лентяя и лоботряса» вышло в издательстве «Карелия» в Петрозаводске в 1976 году с иллюстрациями Михаила Скобелева тиражом 535 000 экземпляров.

## Библиографическое описание
- Маяковский В. История Власа, лентяя и лоботряса / Рисунки Н. Ушаковой. — М.: Молодая гвардия, 1927. — 10 с. — 7000 экз.

## Комментарии
1. ↑  Шутливое прозвище Мака, по свидетельству Любови Белозерской, было придумано самим Булгаковым в честь персонажа сказки — сына злой орангутангихи (см.: Соколов Б. В. Булгаков. Энциклопедия. — М.: Эксмо, Алгоритм, Око, 2007. — С. 403. — (Энциклопедии великих писателей). — ISBN 978-5-699-22928-4.).
2. ↑  С 1932 года, после развода Михаила Булгакова с Любовью Белозерской и женитьбе на Елене Булгаковой (в предыдущем браке Шиловской), весь «пречистенский» круг, включая Наталию Ушакову, стал от Булгакова постепенно отдаляться. У Булгакова появился новый круг друзей, связанных с МХАТом и Большим театром, — представители «новой художественной интеллигенции», сделавшие успешную карьеру при Советской власти (см.: Соколов Б. В. Булгаков. Энциклопедия. — М.: Эксмо, Алгоритм, Око, 2007. — С. 403. — (Энциклопедии великих писателей). — ISBN 978-5-699-22928-4.).